# رعاشة
الرعاشة (الاسم العلمي: Calopteryx) هي جنس من الحشرات يتبع الفصيلة الرعاشية من رتبة اليعسوبيات.

## من نواع الرعاشة
- رعاشة أبنوسية (الاسم العلمي:Calopteryx maculata)
- رعاشة بلقانية (الاسم العلمي:Calopteryx balcanica)
- رعاشة زجاجية (الاسم العلمي:Calopteryx hyalina)
- رعاشة سمرقندية (الاسم العلمي:Calopteryx samarcandica)
- رعاشة سورية (الاسم العلمي:Calopteryx syriaca)
- رعاشة شرقية (الاسم العلمي:Calopteryx orientalis)
- رعاشة طورانية (الاسم العلمي:Calopteryx taurica)
- رعاشة متوسطة (الاسم العلمي:Calopteryx intermedia)
- رعاشة نحاسية (الاسم العلمي:Calopteryx haemorrhoidalis)
- رعاشة يابانية (الاسم العلمي:Calopteryx japonica)